# マグヌス4世 (ノルウェー王)
マグヌス4世シグルソン（ノルウェー語：Magnus IV Sigurdsson, 1115年ごろ - 1139年11月12日）は、ノルウェー王（在位：1130年 - 1135年、1137年 - 1139年）。盲目王（den blinde）といわれる。王として統治した期間は、1240年まで続くノルウェーの内乱時代の端緒となった。

## 生涯
マグヌスはノルウェー王シグル1世とその愛妾ボルグヒル・オーラヴスダッテルの息子である。1130年にシグル1世が死去し、マグヌスは叔父ハーラル・ギッレと共にノルウェー王位についた。不安定な平和が4年間続いた後、マグヌスは公然とハーラル・ギッレとの戦争の準備を始めた。1134年8月9日、マグヌスはブーヒュースレーンのフェーレヴでの決定的な戦いにおいてハーラル・ギッレを破った。ハーラル・ギッレはデンマークに逃亡した。顧問官らの助言に反して、マグヌスは軍隊を解散し冬を過ごすためにベルゲンに向かった。その後、ハーラル・ギッレは新たな軍とデンマーク王エーリク・イムーネの支援を受けてノルウェーに戻った。マグヌスはほとんど敵に会うことなくクリスマス前にベルゲンに到着した。マグヌス側には兵がほとんどいなかったため、1135年1月7日に町はハーラルの軍の侵攻に容易に陥落した。マグヌスは捕らえられ退位させられた。マグヌスは目をつぶされて去勢され、片足を切断された。これ以降、マグヌスは盲目王（Magnus Sigurdsson den blinde）として知られるようになった。
マグヌスはトロンハイム・フィヨルドのムンク島にあったニダルホルム修道院に入れられ、そこで修道士として過ごした。ハーラル・ギッレは1136年に僭称者シグル・スレンベに殺害された。シグル・スレンベは自身の主張を裏付けるために、マグヌスを修道院から連れ戻して共治王の座につけた。シグル・スレンベとマグヌスは軍を分割することを決め、マグヌスは最も支持を得ていたノルウェー東部に向かった。マグヌスはミンネの戦いにおいてインゲ1世の軍に敗北し、イェータランド、ついでデンマークへと逃亡し、そこで自らの目的への支援を得ようとした。しかしデンマーク王エーリク2世イムーネによるノルウェー侵略の試みは失敗に終わった。
その後、マグヌスはシグル・スレンベの軍勢に再び加わったが、マグヌスらはノルウェーでほとんど支援を得られなかった。しばらくの間、王というより盗賊のようにして過ごした後、マグヌスらは1139年11月12日の最後の戦いにおいて、インゲ1世およびシグル2世の軍と対峙した。マグヌスは、オスロフィヨルドのヴァーラの南にあるホルメングラの海戦で敗北した。忠実な護衛レイダル・グリョートガルソンが最後の戦いで王を持ち上げたが、槍が2人を突き刺した。マグヌスはオスロの聖ハルヴァード教会に埋葬された。エストフォル県のシェバルにあるストレダル荘園には、マグヌス盲目王を記念して建てられた記念碑がある。